# 高橋浩由
高橋 浩由（たかはし ひろよし、1967年10月21日 - ）は、あいテレビ (ITV) のアナウンサー。東京都江東区出身。

## 人物
早稲田大学高等学院、早稲田大学を卒業後、現・ADKグループの会社勤務を経て、1995年10月にあいテレビ（当時の社名：伊予テレビ）に入社。
既婚者で、娘2人と息子がいる。

## 担当番組
- キャッチあい[3]
- ニンステTV We Love 愛媛FC[3]
- Nスタえひめ[6]
- ITVニュース